# Saltos ornamentais no Campeonato Mundial de Esportes Aquáticos de 2011 - Trampolim 3 m sincronizado masculino
A prova de trampolim 3 m sincronizado masculino dos saltos ornamentais no Campeonato Mundial de Esportes Aquáticos de 2011 foi realizada no dia 19 de julho no Shanghai Oriental Sports Center em Xangai.

## Calendário
| Fase       | Data        |
| ---------- | ----------- |
| Preliminar | 19 de julho |
| Final      | 19 de julho |

## Medalhistas
| Ouro                         | Prata                                     | Bronze                                   |
| China · Qin Kai · Luo Yutong | Rússia · Ilya Zakharov · Evgeny Kuznetsov | México · Julián Sánchez · Yahel Castillo |

## Resultados
40 saltadores de 20 nações participaram da prova. Para a final classificaram-se as 12 melhores nações.
| Pos.              | Saltadores                              | Nacionalidade  | Preliminar | Preliminar | Final     | Final |
| Pos.              | Saltadores                              | Nacionalidade  | Pontos     | Pos.       | Pontos    | Pos.  |
| ----------------- | --------------------------------------- | -------------- | ---------- | ---------- | --------- | ----- |
| Medalha de ouro   | Qin Kai Luo Yutong                      | China          | 452.19     | 1          | 463.98    | 1     |
| Medalha de prata  | Ilya Zakharov Evgeny Kuznetsov          | Rússia         | 438.75     | 2          | 451.89    | 2     |
| Medalha de bronze | Julián Sánchez Yahel Castillo           | México         | 384.99     | 6          | 437.61    | 3     |
| 4                 | Kristian Ipsen Troy Dumais              | Estados Unidos | 410.64     | 4          | 429.06    | 4     |
| 5                 | Patrick Hausding Stephan Feck           | Alemanha       | 413.91     | 3          | 414.39    | 5     |
| 6                 | Oleksiy Pryhorov Oleksandr Gorshkovozov | Ucrânia        | 380.52     | 7          | 412.20    | 6     |
| 7                 | Chris Mears Nick Robinson-Baker         | Reino Unido    | 375.66     | 8          | 403.68    | 7     |
| 8                 | Matthieu Rosset Damien Cely             | França         | 399.30     | 5          | 402.36    | 8     |
| 9                 | Sho Sakai Yu Okamoto                    | Japão          | 371.55     | 10         | 395.19    | 9     |
| 10                | Michele Benedetti Tommaso Rinaldi       | Itália         | 372.36     | 9          | 381.63    | 10    |
| 11                | Eirik Valheim Espen Valheim             | Noruega        | 355.17     | 11         | 379.74    | 11    |
| 12                | Chola Chanturia Shota Korakhashvili     | Geórgia        | 354.93     | 12         | 365.13    | 12    |
| 16.5              | H09.5                                   |                |            |            | 00:55.635 | O     |
| 13                | Yorick de Bruijn Ramon de Meijer        | Países Baixos  | 350.10     | 13         |           |       |
| 14                | Deyne Castellanos Jorge Luis Pupo       | Cuba           | 345.63     | 14         |           |       |
| 15                | Alexandros Manos Stefanos Paparounas    | Grécia         | 342.30     | 15         |           |       |
| 16                | Chow Ho Wing Poon Wai Ching Jason       | Hong Kong      | 308.46     | 16         |           |       |
| 17                | Ignas Barkauskas Sergej Baziuk          | Lituânia       | 301.77     | 17         |           |       |
| 18                | Luthfi Niko Abdillah Andriyan Andriyan  | Indonésia      | 286.98     | 18         |           |       |
| 19                | Diego Carquin Donato Neglia             | Chile          | 276.90     | 19         |           |       |
| 20                | Dmitriy Sorokin Farid Gurbanov          | Azerbaijão     | 220.71     | 20         |           |       |